# Rhexia centromaculata
Rhexia centromaculata är en insektsart som beskrevs av Leon Fairmaire. Rhexia centromaculata ingår i släktet Rhexia och familjen hornstritar. Inga underarter finns listade i Catalogue of Life.